# Hypothèse du compromis cognitif
L'hypothèse du compromis cognitif est une théorie issue de la primatologie qui considère que l'évolution du cerveau humain, qui lui a notamment permis de développer des capacités d'abstraction ainsi que le langage, n'a été rendue possible que par le sacrifice d'autres fonctions cognitives telles que la mémoire à court terme, plus performante chez d'autres hominidés comme le chimpanzé.

## Historique
Cette hypothèse a été notamment formulée par le primatologue japonais Tetsurō Matsuzawa.